# Équipe de Bulgarie de football au Championnat d'Europe 2004
L'équipe de Bulgarie de football participe à son 2e championnat d'Europe lors de l'édition 2004 qui se tient au Portugal du 12 juin 2004 au 4 juillet 2004. Les Bulgares se trouvent dans le groupe C et ils sont éliminés en phase de poule en se classant derniers et en affichant un bilan de trois défaites en trois matchs.

## Phase qualificative
La phase qualificative est composée de dix groupes. Les dix vainqueurs de poule sont directement qualifiés et les dix deuxièmes s'affrontent en barrages d'où ressortent cinq vainqueurs. Ces quinze équipes disputent l'Euro 2004 et ils accompagnent le Portugal, qualifié d'office en tant que pays organisateur. La Bulgarie termine 1re du groupe 8.
| Rang | Équipe   | Pts | J | G | N | P | Bp | Bc | Diff |  | Résultats (▼ dom., ► ext.) |     |     |     |     |     |
| ---- | -------- | --- | - | - | - | - | -- | -- | ---- |  | -------------------------- | --- | --- | --- | --- | --- |
| 1    | Bulgarie | 17  | 8 | 5 | 2 | 1 | 13 | 4  | +9   |  | Bulgarie                   |     | 2-0 | 2-2 | 2-0 | 2-1 |
| 2    | Croatie  | 16  | 8 | 5 | 1 | 2 | 12 | 4  | +8   |  | Croatie                    | 1-0 |     | 4-0 | 0-0 | 2-0 |
| 3    | Belgique | 16  | 8 | 5 | 1 | 2 | 11 | 9  | +2   |  | Belgique                   | 0-2 | 2-1 |     | 2-0 | 3-0 |
| 4    | Estonie  | 8   | 8 | 2 | 2 | 4 | 4  | 6  | -2   |  | Estonie                    | 0-0 | 0-1 | 0-1 |     | 2-0 |
| 5    | Andorre  | 0   | 8 | 0 | 0 | 8 | 1  | 18 | -17  |  | Andorre                    | 0-3 | 0-3 | 0-1 | 0-2 |     |

## Phase finale

### Phase de groupe
| Groupe C |          |     |   |   |   |   |    |    |      |
|          | Équipe   | Pts | J | G | N | P | Bp | Bc | Diff |
| 1        | Suède    | 5   | 3 | 1 | 2 | 0 | 8  | 3  | +5   |
| 2        | Danemark | 5   | 3 | 1 | 2 | 0 | 4  | 2  | +2   |
| 3        | Italie   | 5   | 3 | 1 | 2 | 0 | 3  | 2  | +1   |
| 4        | Bulgarie | 0   | 3 | 0 | 0 | 3 | 1  | 9  | -8   |

| 14 juin | Danemark | 0 | 0 | Italie   |
| 14 juin | Suède    | 5 | 0 | Bulgarie |
| 18 juin | Bulgarie | 0 | 2 | Danemark |
| 18 juin | Italie   | 1 | 1 | Suède    |
| 22 juin | Italie   | 2 | 1 | Bulgarie |
| 22 juin | Danemark | 2 | 2 | Suède    |

| 14 juin 2004                      | Suède                                                                    | 5 – 0 | Bulgarie | Estádio José Alvalade, Lisbonne             |                                             |
| 19:45 · Historique des rencontres | Ljungberg 32e · Larsson 57e 58e · Ibrahimović 78e (pen.) · Allbäck 90+1e |       |          | Spectateurs : 31 652 Arbitrage : Mike Riley | Spectateurs : 31 652 Arbitrage : Mike Riley |

| 18 juin 2004                      | Bulgarie | 0 – 2 | Danemark                      | Estádio Municipal de Braga, Braga                 |                                                   |
| 17:00 · Historique des rencontres |          |       | Tomasson 44e · Grønkjær 90+2e | Spectateurs : 24 131 Arbitrage : Lucílio Baptista | Spectateurs : 24 131 Arbitrage : Lucílio Baptista |

| 22 juin 2004                      | Italie                       | 2 – 1 | Bulgarie             | Estádio D. Afonso Henriques, Guimarães           |                                                  |
| 19:45 · Historique des rencontres | Perrotta 48e · Cassano 90+4e |       | M. Petrov 45e (pen.) | Spectateurs : 16 002 Arbitrage : Valentin Ivanov | Spectateurs : 16 002 Arbitrage : Valentin Ivanov |

## Effectif
Sélectionneur : Plamen Markov
| No. | Pos.      | Joueur            | Date de naissance et âge | Sélec. | Club              |
| --- | --------- | ----------------- | ------------------------ | ------ | ----------------- |
| 1   | Gardien   | Zdravko Zdravkov  | 4 octobre 1970           |        | Litex Lovech      |
| 2   | Défenseur | Vladimir Ivanov   | 6 février 1973           |        | Lokomotiv Plovdiv |
| 3   | Défenseur | Rosen Kirilov     | 4 janvier 1973           |        | Litex Lovech      |
| 4   | Défenseur | Ivaylo Petkov     | 7 décembre 1975          |        | Fenerbahçe        |
| 5   | Défenseur | Zlatomir Zagorčić | 15 juin 1971             |        | Litex Lovech      |
| 6   | Défenseur | Kiril Kotev       | 8 avril 1982             |        | Lokomotiv Plovdiv |
| 7   | Milieu    | Daniel Borimirov  | 15 janvier 1970          |        | Levski Sofia      |
| 8   | Milieu    | Milen Petkov      | 12 janvier 1974          |        | AEK Athènes       |
| 9   | Attaquant | Dimitar Berbatov  | 30 janvier 1981          |        | Bayer Leverkusen  |
| 10  | Milieu    | Velizar Dimitrov  | 13 avril 1979            |        | CSKA Sofia        |
| 11  | Attaquant | Zdravko Lazarov   | 20 février 1976          |        | Gaziantepspor     |
| 12  | Gardien   | Stoyan Kolev      | 3 février 1976           |        | CSKA Sofia        |
| 13  | Défenseur | Georgi Peev       | 11 mars 1979             |        | Dynamo Kiev       |
| 14  | Attaquant | Georgi Chilikov   | 23 août 1978             |        | Levski Sofia      |
| 15  | Milieu    | Marian Hristov    | 29 juillet 1973          |        | FC Kaiserslautern |
| 16  | Attaquant | Vladimir Manchev  | 6 octobre 1977           |        | Lille OSC         |
| 17  | Milieu    | Martin Petrov     | 15 janvier 1979          |        | Wolfsburg         |
| 18  | Défenseur | Predrag Pažin     | 14 mars 1973             |        | Chakhtar Donetsk  |
| 19  | Milieu    | Stiliyan Petrov   | 5 juillet 1979           |        | Celtic Glasgow    |
| 20  | Attaquant | Valeri Bojinov    | 15 février 1986          |        | US Lecce          |
| 21  | Attaquant | Zoran Janković    | 8 février 1974           |        | Dalian Haichang   |
| 22  | Défenseur | Ilian Stoyanov    | 20 janvier 1977          |        | Levski Sofia      |
| 23  | Gardien   | Dimitar Ivankov   | 30 octobre 1975          |        | Levski Sofia      |

## Navigation